# Rathayibacter tritici
Espèce
Rathayibacter tritici est une espèce d'Actinobactéries de la famille des Microbacteriaceae. Ce sont des  bactéries du sol à Gram positif, non mobiles et en forme de bâtonnet. 
Ces bactéries phytopathogènes sont souvent associées à un nématode vecteur biologique, Anguina tritici. Elles sont responsables de la bactériose des épis du blé et de l'orge.

## Taxinomie

### Synonymes
Selon OEPP : 
- Rathayibacter tritici  (préféré par NCBI)[4]
- Clavibacter tritici 	(Carlson & Vidaver) Davis, Gillaspie, Vidaver & Harris[4]
- Corynebacterium michiganense pv. tritici 	(Hutchinson) Dye & Kemp
- Corynebacterium tritici 	(Hutchinson) Burkholder
- Phytomonas tritici 	(Hutchinson) Bergey

### Liste des non-classés
Selon NCBI (24 mai 2022) :
- non-classé Rathayibacter tritici NCPPB 1857